# مناقب‌خوانان
مَناقب به معنای رفتار و ویژگی‌های پسندیده بزرگان مذهبی است و مناقب‌خوانی به معنی خواندن و ذکر کردن این صفات نیکو است.
یکی از راه‌هایی که شیعیان پس از نیرومندتر شدن در سده‌های پنجم و ششم برای نشر مذهب خود انتخاب کرده بودند، استفاده از «مناقب‌خوانان» یا «مناقبیان» بود.
مناقب‌خوانان، ظاهراً از دوره آل بویه در عراق عجم، وجود داشته‌اند زیرا درست در آغاز دوره سلجوقی که شیعیان در نهایت ضعف به سر می‌بردند، مناقبیان در طبرستان و در بعضی نواحی دیگر ایران، سرگرم کار بودند و در کوی و برزن و بازار قصائدی را در مدح علی و دیگر پیشوایان شیعه می‌خوانده‌اند. در سده ششم بیشتر از اشعار قوامی رازی استفاده می‌کردند.
مهم‌ترین مأخذی که ما را از وجود مناقب‌خوانان و نحوه کار آنان آگاه می‌کند، کتاب «النقض» تألیف عبدالجلیل قزوینی رازی است. بنابر اطلاعاتی که در این کتاب آمده‌است، مناقب‌خوانان، علاوه بر ذکر منقبت آل علی از بعضی اصول عقائد شیعه نیز سخن گفته می‌شد. بر گِرد این مناقب‌خوانان، حلقه‌هایی از شیعیان و گاه اهل سنت تشکیل می‌شد، و در هر دیار که شیعیان بودند، محله‌های معینی هم برای این کار اختصاص یافته بود.
رفتار متعصبان اهل سنت (بیشتر حنفی‌ها) گاهی با این مناقب‌خوانان بسیار شدید بود، چنان‌که «دختر ملکشاه سلجوقی» زبان یکی از آنان را به نام «ابوطالب مناقبی» برید با توجه به این احوال مناقبیان بیش از دیگر شیعیان در خطر تعرّض متعصّبان قرار داشتند.
از میانه‌های سده پنجم تا اوائل سده هفتم هجری وضع مناقب‌خوانان بر همین شیوه بود.